# 瓦斯卡兰山
瓦斯卡兰山（Nevado Huascarán），位于秘鲁安卡什永盖省，是安地斯山脉西部白山山脉的一部分。瓦斯卡兰山南部的最高点是秘鲁的最高峰，该山也是继阿空加瓜山、奥霍斯-德尔萨拉多山、皮西斯峰、博內特峰和特雷斯克鲁塞斯山之后，西半球的第六高峰。该山的名称来自16世纪的印加帝国酋长瓦斯卡尔。
虽然较近的调查显示，瓦斯卡兰山的海拔为6748米，但是该山在多数时候使用稍高一些的6768米。像白山山脉的其他山一样， 瓦斯卡兰山也主要由第三纪的花岗岩构成 。该山的山顶是地球上距离地心最远的一点之一，远度仅次于厄瓜多尔的钦博拉索山。

## 历史
1932年7月，一个由德国人和奥地利人共同组成的探险队首次登上瓦斯卡兰山的最高峰。北部稍低的峰于1908年来自美国的探险队首次登上。
1962年1月10日，瓦斯卡兰山发生滑坡，原因是气温短时间内的快速上升。据估计，此次滑坡至少造成4000人死亡。
1970年5月31日，安卡什地震导致山的北侧发生大规模的雪崩，估计有8000万立方米的冰、泥土和石块形成了一条半英里宽、一英里长的带状物下落，共下落了18千米，速度达到每小时280到335千米。 雪崩导致永盖和兰拉赫卡镇掩埋在冰和岩石下，死亡人数超过20000人。雪崩也造成一个捷克斯洛伐克的登山团队被埋，队里没有一个成员之后再次被找到。
1985年，瓦斯卡兰山所在的瓦斯卡兰国家公园列入联合国教科文组织世界遗产，原因是该地包含出色的自然美景、代表生命进化的纪录和重要且持续的地质发展过程。

## 攀登
瓦斯卡兰山山区被指定为瓦斯卡兰国家公园，该国家公园是徒步旅行和登山的热门地点。登山路径一般为从穆绍村出发向西，经关口的营地，然后登顶，以此将登山路径分成两个部分。登山通常需要5-7天，最大的困难是路上遇到裂缝，这样往往会阻碍路线。